# NGC 7195
NGC 7195 ist eine linsenförmige Galaxie vom Hubble-Typ SB0-a im Sternbild Pegasus am Nordsternhimmel. Sie ist schätzungsweise 357 Millionen Lichtjahre von der Milchstraße entfernt und hat einen Durchmesser von etwa 40.000 Lichtjahren.
Im selben Himmelsareal befindet sich u. a. die Galaxie NGC 7194.
Das Objekt wurde am 9. November 1884 von Lewis Swift entdeckt.